# Кухарев, Владимир Евгеньевич
Владимир Евгеньевич Кухарев (бел. Уладзімір Яўгенавіч Кухараў, Тимоново, Климовичский район, Белорусская ССР, СССР; род. 1972) — белорусский государственный деятель. С 3 сентября 2020 года — Председатель Минского городского исполнительного комитета. С 2018 по 2020 год — Заместитель Премьер-министра Республики Беларусь.

## Биография
Родился в 1972 году в деревне Тимоново Могилёвской области. В 1993 году окончил Могилевский государственный педагогический университет имени А. А. Кулешова. Пять лет (1993—1999) работал директором Борисовичской средней школы Климовичского района, позже так же был директором средней школы № 3 Климовичей. В 1999 году поступил в Белорусский институт правоведения, который также закончил впоследствии. 
Начиная с 1999 года и заканчивая в 2009 году занимал различные должности в структурах Комитета государственного контроля. В 2012 году окончил Академию управления при Президенте Республики Беларусь. 
С 2009 года занимал должность главы администрации Центрального района Минска. Позже, в 2012 году был повышен на должность первого заместителя Председателя Минского горисполкома. С 2016 по 2018 год занимал должность заместителя председателя Комитета государственного контроля.
18 августа 2018 года Президент Республики Беларусь Александра Лукашенко назначил Владимира Кухарева на должность Заместителя Премьер-Министра Республики Беларусь Сергея Румаса. Как сказал сам Президент: «Кухарев будет курировать вопросы ЖКХ, транспорта а также вопросы строительства».
3 сентября 2020 года Президент Республики Беларусь Александр Лукашенко назначил Владимира Кухарева Председателем Минского городского исполнительного комитета.

## Награды и звания
- Орден Отечества III степени (27 февраля 2025 года)[5] — «За многолетний плодотворный труд, высокий профессионализм, смелость и решимость, проявленные при спасении людей во время пожара, заслуги в воинской службе, охране государственной границы, борьбе с преступностью, значительный личный вклад в реализацию социально-экономической политики, военно-патриотическое воспитание подрастающего поколения, производство сельскохозяйственной техники и высокотехнологичных оптико-электронных изделий, развитие ветеранского движения, гражданской авиации, агропромышленного комплекса, тракторостроения, промышленности, строительства, торговли и общественного питания, отличные достижения в сферах здравоохранения, образования, культуры и спорта».
- Медаль «За трудовые заслуги»[бел.] (31 марта 2022 года)[6] — «За значительный личный вклад в государственное строительство».